# Opius rudiformis
Opius rudiformis är en stekelart som beskrevs av Fischer 1958. Opius rudiformis ingår i släktet Opius och familjen bracksteklar. Inga underarter finns listade i Catalogue of Life.